# Torpo
Torpo è un piccolo villaggio nel comune di Ål, nella contea di Buskerud, in Norvegia.
A Torpo si trovano due chiese importanti: la Torpo kirke e la Torpo stankirke. La prima fu costruita nel 1880 sul progetto dell'architetto A. Keitel Moss, basato sui disegni di Conrad Fredrik von der Lippe; la seconda fu costruita fra il 1190 e il 1200 ed è la maggiore attrazione turistica del villaggio.